# Praesepe
Praesepe (Kribbe), (M44) is een open sterrenhoop in het sterrenbeeld Kreeft (Cancer). Met het blote oog is hij zichtbaar als een wazige vlek, met een verrekijker met geringe vergroting is hij al op te lossen in afzonderlijke sterren. Het is niet bekend waarom Charles Messier deze sterrenhoop in zijn catalogus opnam, het is vrijwel onmogelijk Praesepe te verwarren met een komeet.
Praesepe en de sterrenhoop Hyaden lijken een gemeenschappelijke oorsprong te hebben. De populatie van sterren (Praesepe kent ten minste vijf rode reuzen), de leeftijd ervan (730 miljoen jaar) en de eigenbeweging vertonen een opvallende overeenkomst.

## NGC 2624 en NGC 2625
In het westelijk gedeelte van Messier 44 kan men de sterrenstelsels NGC 2624 en NGC 2625 vinden. Amateurastronomen, gewapend met telescopen, kunnen de sterren van deze opvallende sterrenhoop aanwenden als gidsobjecten om beide sterrenstelsels op te sporen.